# Justizvollzugsanstalt Duisburg-Hamborn
Die Justizvollzugsanstalt Duisburg-Hamborn ist eine deutsche Justizvollzugsanstalt im Stadtteil Hamborn von Duisburg.

## Anstaltsleiter
- 2013–2019 Reimund Kintrup[2]
- 2019–2023 Stefan Cassone[3][4]